# Un solo pueblo (banda)
Un Solo Pueblo es una agrupación musical venezolana formada en Caracas, en 1976 que ejecuta géneros tradicionales como la parranda. Es uno de los grupos folclóricos más conocidos y celebrados del país, cuyo trabajo ha servido para rescatar y difundir, mayormente, la música afro-venezolana. Su éxito a finales de los años 1970 tuvo gran impacto en la aceptación generalizada de géneros autóctonos como el tambor, y en el apoyo discográfico y proliferación de bandas similares a partir de los años 1980. Generalmente, el grupo está conformado por una veintena de miembros entre los que han destacado Francisco Pacheco, Jesús Querales, Ismael Querales y Froila Gil. En 1985 protagonizó un largometraje homónimo dirigido por Manuel De Pedro que fue promocionado como la primera película musical venezolana. En 1996 la agrupación fue declarada Patrimonio Cultural de la Nación por el Congreso Nacional.
Muchos de los temas de Un Solo Pueblo se han convertido en clásicos de la música folclórica de Venezuela, los cuales se caracterizan por el traspaso de la voz principal de un miembro a otro. A mediados de los años 1980 la agrupación incluyó una sección de metales y crecieron influencias de géneros de otros países hispanos o caribeños. Sus canciones forman parte de un catálogo recopilado en todas las regiones del país, que también incluyen composiciones propias en géneros tradicionales. Los títulos más conocidos son Viva Venezuela, Woman del Callao, Caracas Caracas, La matica y Botaste la Bola.
Ha grabado una extensa discografía y recibido numerosos premios (12 Meridiano de Oro, 8 Ronda, 3 Mara de oro, 2 discos de platino y un disco de oro) y hacer 6 giras mundiales. 

## Historia
En 1976 surgió en Venezuela una agrupación folklórica urbana, de significativa proyección cultural que retomó la forma genuina de interpretarse la música tradicional venezolana, brotada de surcos y mares y perteneciente al anónimo colectivo. Su nombre: UN SOLO PUEBLO. 
En ese entonces, los jóvenes iniciales de aquel sueño tomaron el camino de la investigación de campo y del aprendizaje de las formas folklóricas de la provincia, ajenas y desconocidas en la capital, a través de sus maestros cultores, los genuinos intérpretes de todos los saberes.
Un Solo Pueblo muy pronto fue espejo de recreación interpretativa convirtiéndose en el agente multiplicador que marcó el camino a seguir en el diseño de la proyección folklórica nacional, llegando incluso a estimular a los jóvenes cultores de la provincia, en la reactivación de antiguas formas musicales y danzarias y a desarrollar el potencial estético de sus tradiciones religiosas y populares.
A partir de Un Solo Pueblo, Caracas y otras grandes ciudades venezolanas, conocieron de formas musicales distintas al valse, joropo y merengue urbano, descubriendo para sí la existencia de otro país, aquel que ha vibrado desde siempre en la sabiduría popular, con centenares de manifestaciones no difundidas por los medios de comunicación comercial, pero que representan la autenticidad y la permanencia de los valores trascendentes y propios de nuestro acervo cultural.
La música de Un Solo Pueblo ha trascendido las fronteras nacionales, lo que ha permitido la adaptación de las formas musicales populares venezolanas en países como Colombia, República Dominicana y Puerto Rico.
El valor principal de Un Solo Pueblo ha sido desde su fundación, el haberle brindado al país el conocimiento de las formas musicales populares venezolanas que anteriormente se manifestaban como propias y exclusivas de una región y que ahora son del patrimonio nacional. 
Las fulías, décimas y golpes de tambor de la costa central venezolana; las paraduras y villancicos andinos; las salves, romances, estribillos y pavanas falconianas; las décimas, gaitas y ensayos de San Benito zulianos; los cantos de guaraña y mariselas del Guárico; los tonos de oficio, pasacalles y décimas de la región centro-occidental; los joropos centrales y llaneros; los galerones, jotas, puntos, malagueñas, diversiones, golpes y estribillos orientales; los mare-mares y carrizos de tradición indígena; el calypso, el joropo y el aguinaldos guayanés; las boleras, las canciones de payaso y los merengues caraqueños y las parrandas y aguinaldos nacionales, dejaron de ser, desde 1976, gracias a la labor de investigación y divulgación de Un Solo Pueblo, material secreto, exclusivo para especialistas e investigadores, que consolida el proceso divulgativo, formativo e integral de nuestra cultura agraria tradicional en el medio urbano.
Todo este proceso de reactivación de la cultura tradicional venezolana llevó a Un Solo Pueblo a convertirse en una referencia paradigmática por la manera de realizarse la investigación participativa entre artistas y cultores.

## Discografía

### Discos de estudio
- 1977 - La Música de Un Solo Pueblo Vol. 1 (Promus).
- 1979 - La Música Navideña de Un Solo Pueblo (Promus).
- 1980 - La Música de Un Solo Pueblo Vol. 2 (Promus).
- 1981 - La Música de Un Solo Pueblo Vol. 3 (Promus).
- 1982 - La Música del Pueblo de Cata (Promus).
- 1982 - La Música de Un Solo Pueblo Vol. 4 (Promus).
- 1983 - La Música de Un Solo Pueblo Vol. 5 (Promus).
- 1983 - Música Navideña de Un Solo Pueblo Vol. 2 (Promus).
- 1984 - La Música de Un Solo Pueblo Vol. 6 (Sonográfica).
- 1985 - Un Solo Pueblo (Caracas-Caracas) (Sonográfica).
- 1985 - Alúmbrame El Zaguán (Sonográfica).
- 1986 - La Fiesta (Sonográfica).
- 1987 - Con Su Música A Otra Parte (Sonográfica).
- 1989 - Vol. 12 + 1 (Sonográfica).
- 1989 - Venezuela Un Solo Pueblo (Velvet/Rodven).
- 1990 - La Música de Venezuela Un Solo Pueblo (Velvet/Rodven).
- 1991 - Seguimos Siendo Lo Mismo (Velvet/Rodven).
- 1992 - Venezuela Un Solo Pueblo (Velvet/Rodven).
- 2009 - La Navidad de un Solo Pueblo.

### Recopilaciones
- 1990 - 15 años (Promus).
- 1995 - éxitos (Velvet).
- 1997 - Grandes éxitos (Promus).
- 1997 - Avivando tradiciones (Sonográfica).
- 1999 - Serie 32. Grandes éxitos (Universal).
- 2001 - 40 Años 40 éxitos (Velvet).
- 2003 - Serie Lo Máximo. 18 éxitos (Sonográfica).